# Бурданова, Виринея Сергеевна
Виринея Сергеевна Бурданова (18 мая 1929, Ленинград — 20 декабря 2004) — советский и российский юрист, специалист по усовершенствованию качества уголовного преследования и методики следствия; выпускница юридического факультета Ленинградского государственного университета (1953); доктор юридических наук с диссертацией о криминалистических проблемах обеспечения полноты и объективности расследования преступлений (1992); профессор кафедры криминалистики Санкт-Петербургского университета МВД России; заслуженный работник высшей школы РФ, почетный работник прокуратуры РФ.

## Работы
Виринея Бурданова является автором и соавтором более 190 научных публикаций, включая более 20 монографий и учебных пособий; она специализируется, в основном, на правовых вопросах, связанных с качеством уголовного преследования и методиками следствия в области расследования убийств, причинения вреда здоровью, доведения до самоубийства и хищений:
- «Выдвижение и проверка версий защиты при расследовании преступлений» (1983);
- «Криминалистическое обеспечение всесторонности, полноты и объективности исследования обстоятельств дела» (1994);
- «Расследование доведения до самоубийства» (2001);
- «Поиски истины в уголовном процессе» (2002).